# مایراوانک (سولاک)
مایراوانک (ارمنی: Մայրավանք، به‌معنی صومعه مادر) یک کلیسای حواری ارمنی خراب‌شده متعلق به قرون وسطا است که در نزدیکی روستای سولاک در استان کوتایک ارمنستان واقع شده‌است. امروزه تنها کلیسای سورب آستواتساتسین (مادر مقدس) از قرون ۱۱ تا ۱۲ پابرجاست. این بنا در بالای یک صخره قرار گرفته و توسط درختان همیشه سبز احاطه شده‌است.

## نگارخانه

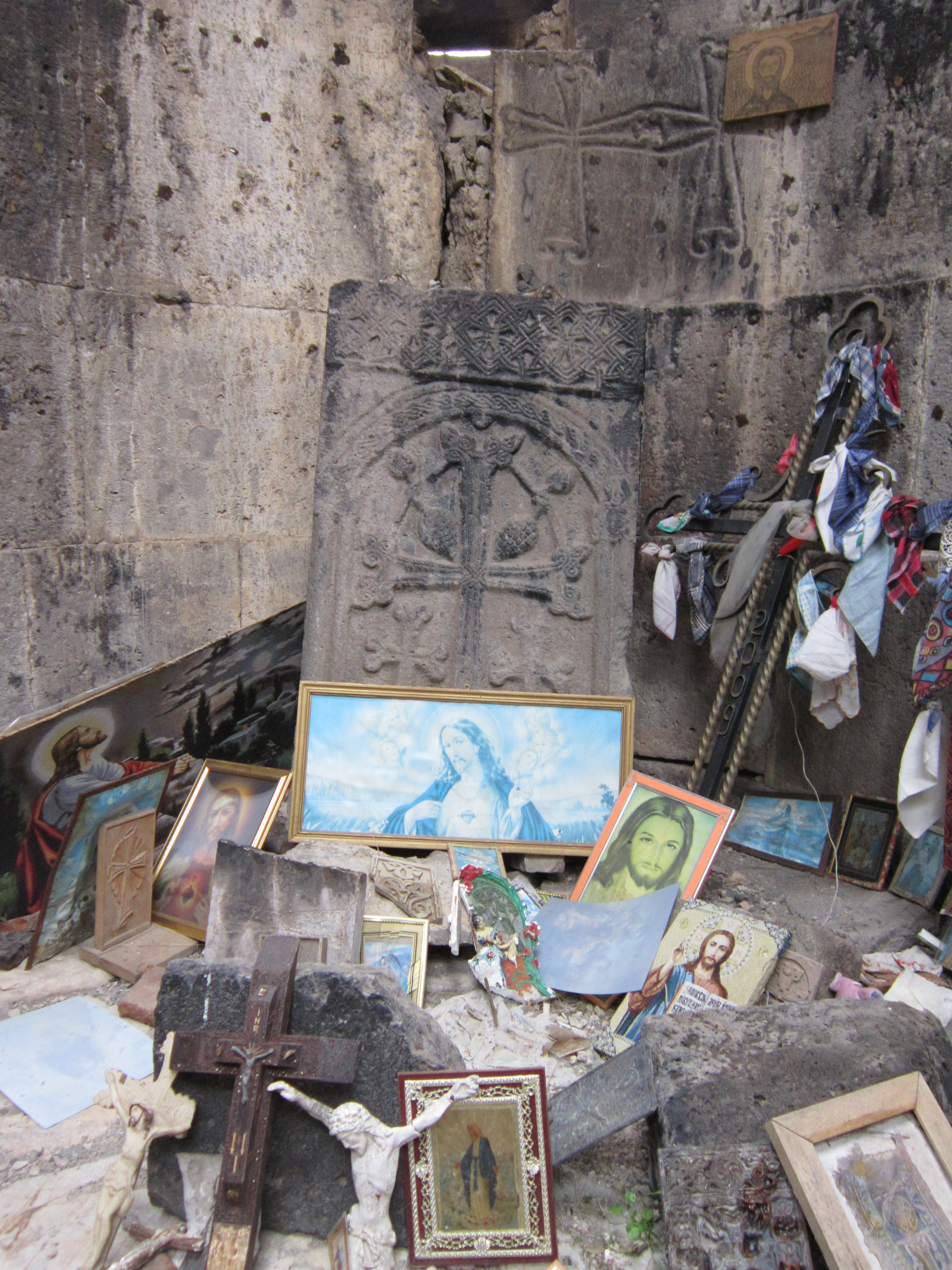
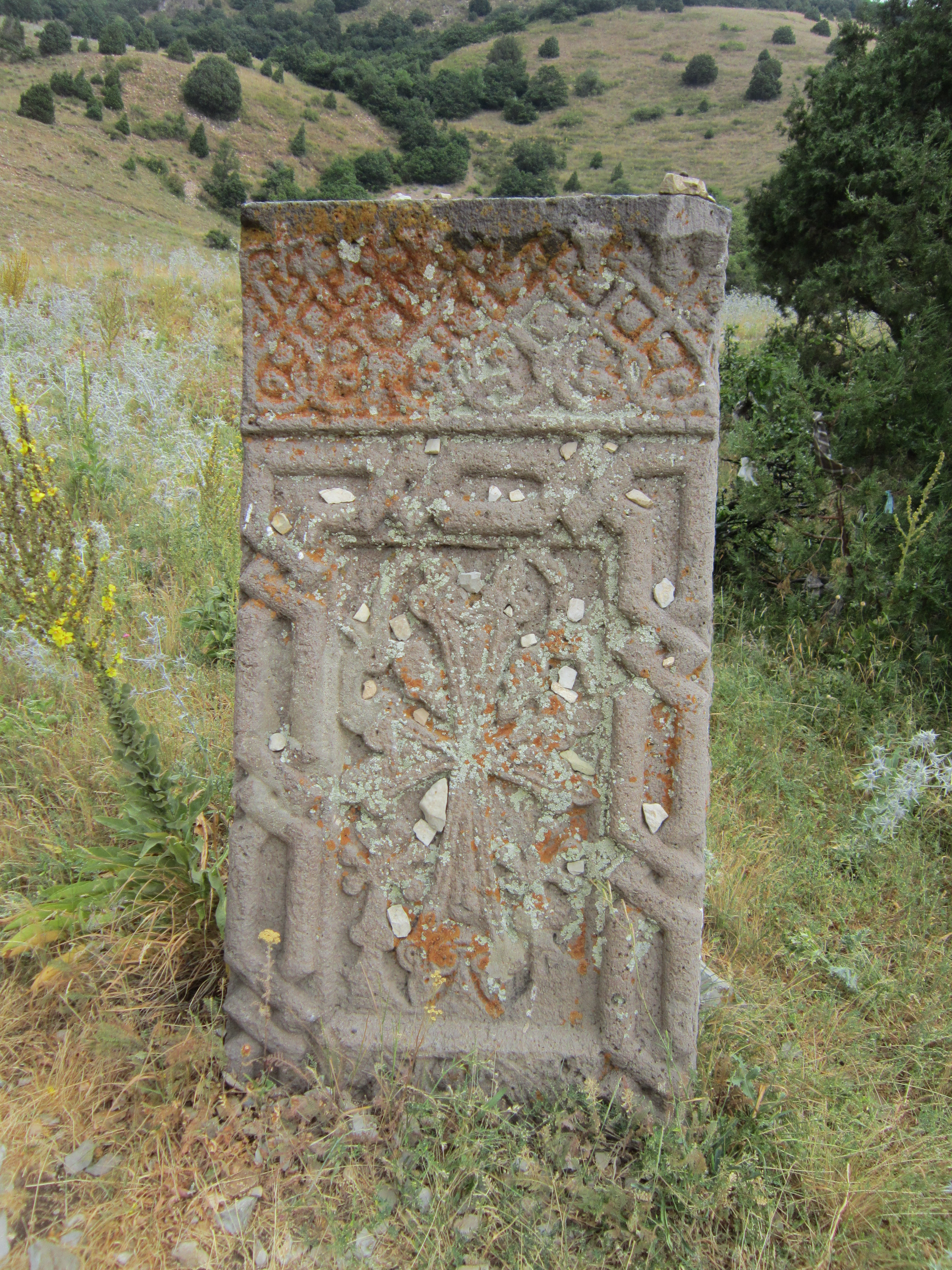
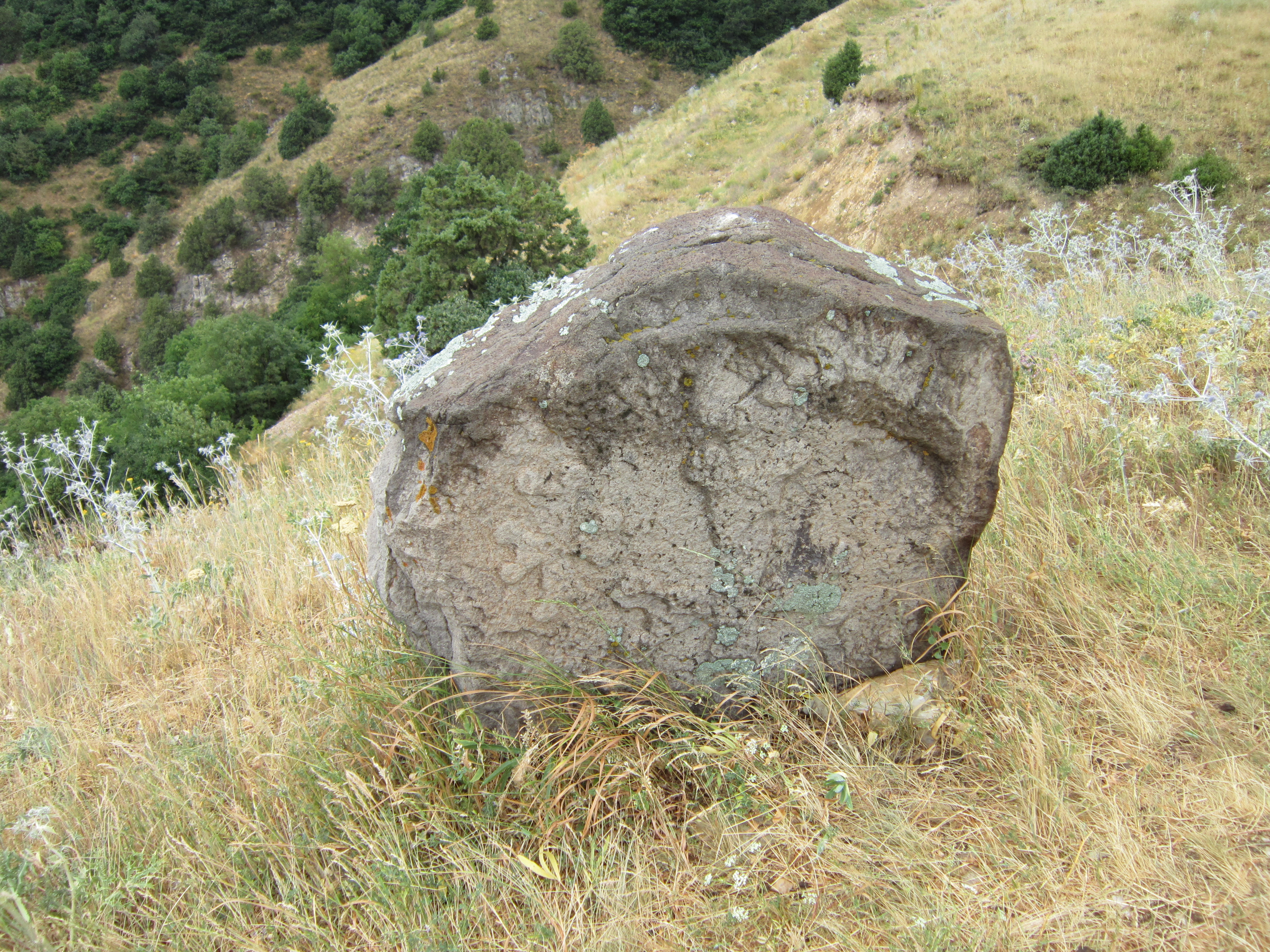
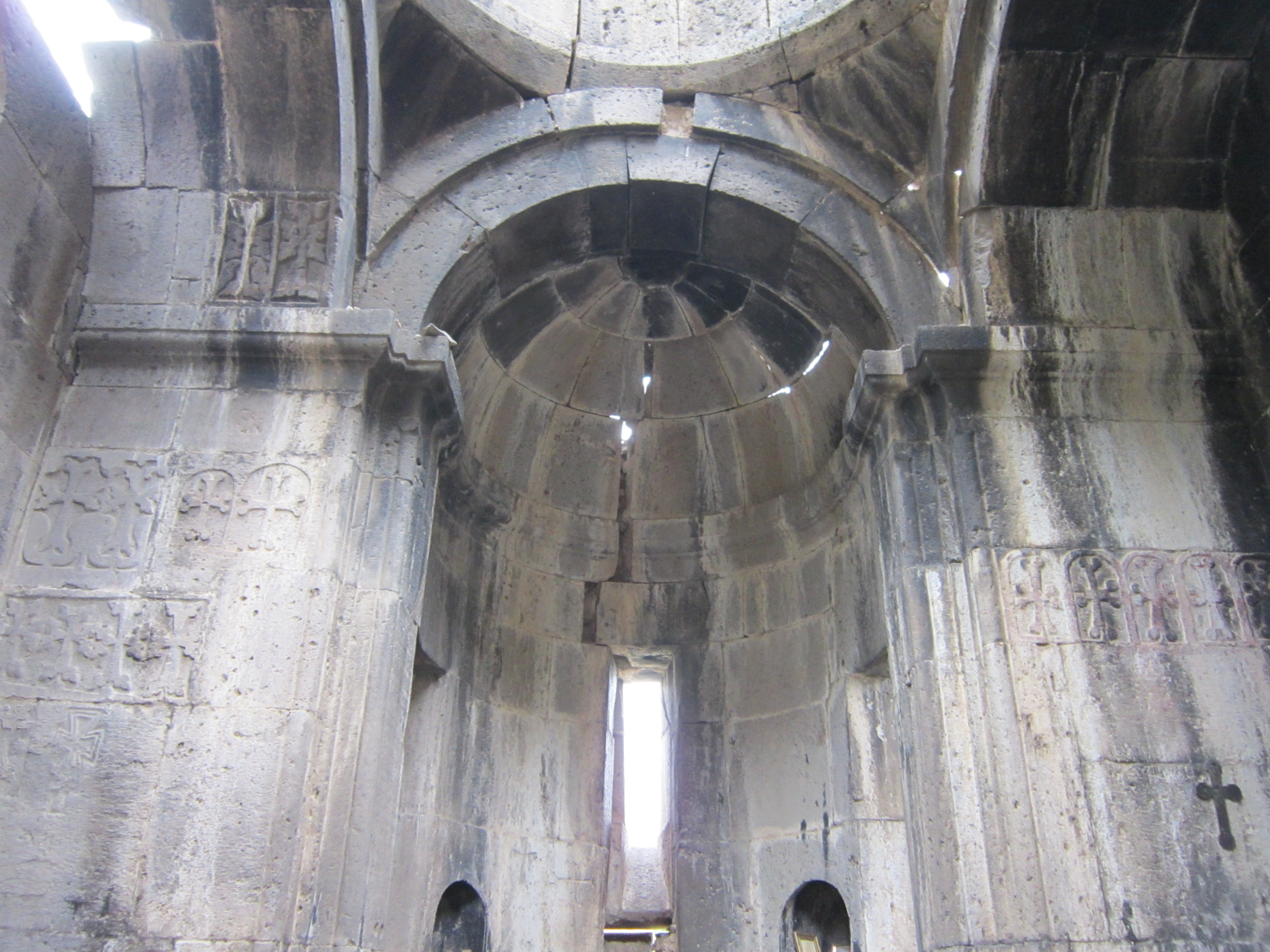
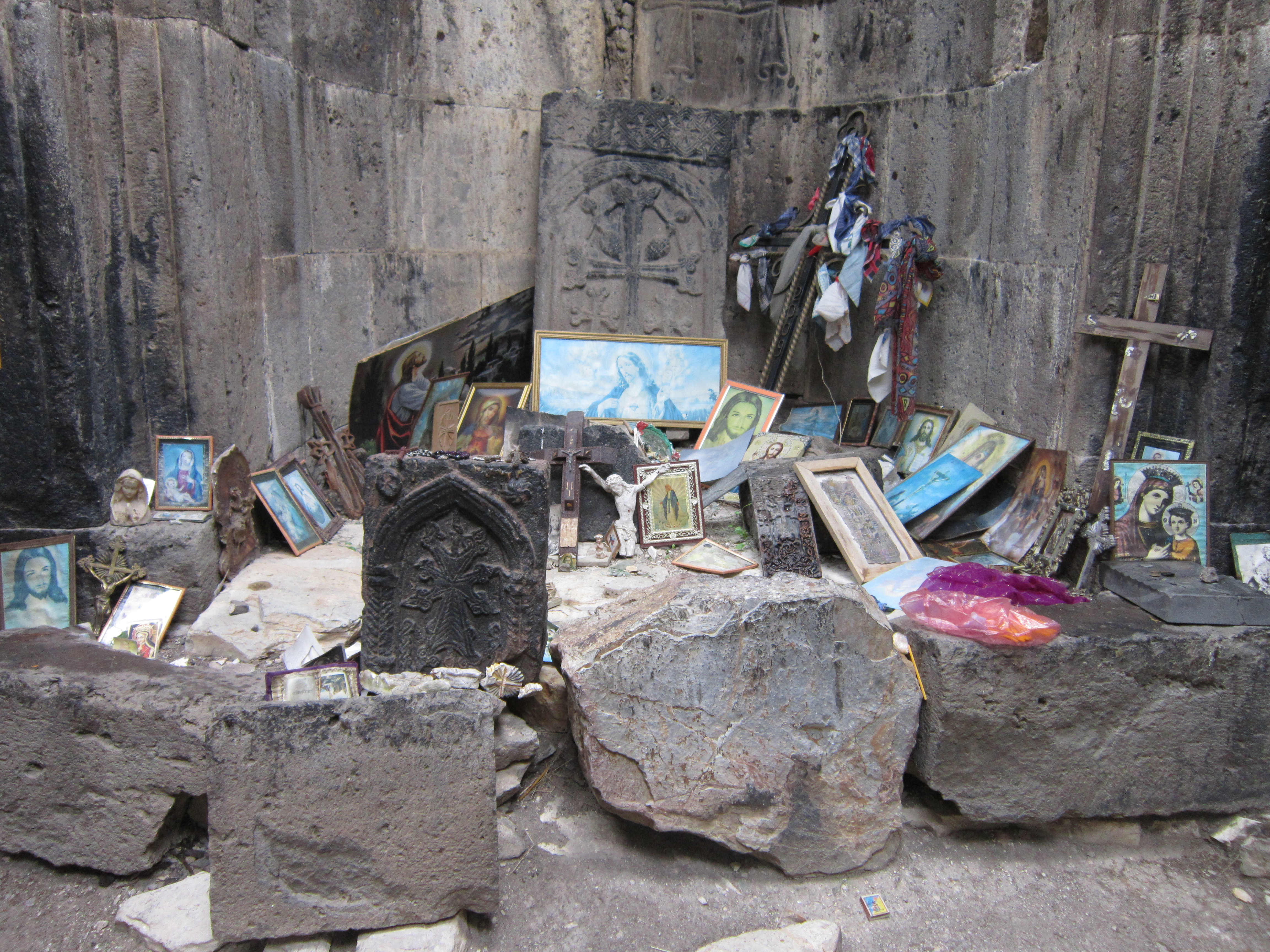
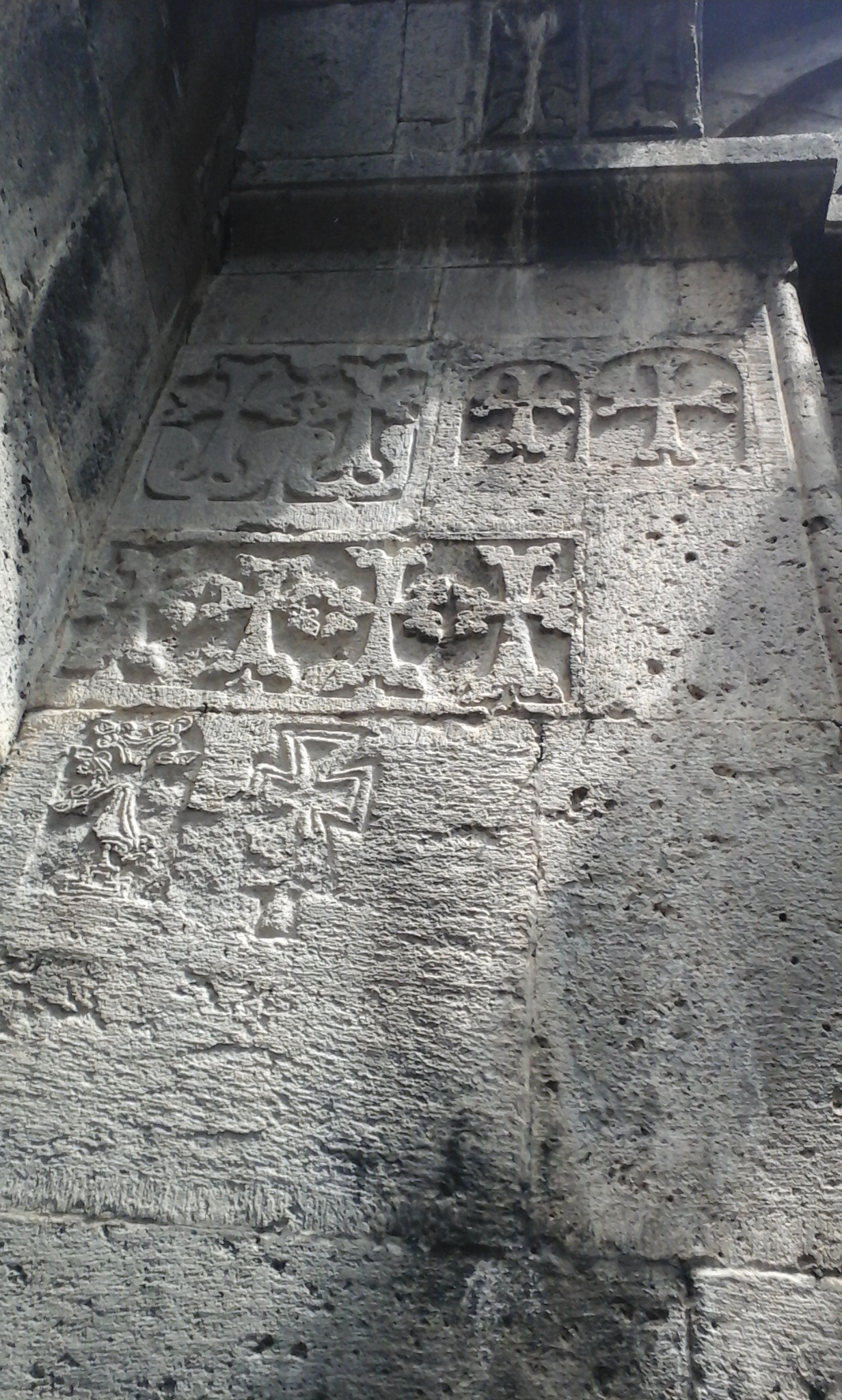
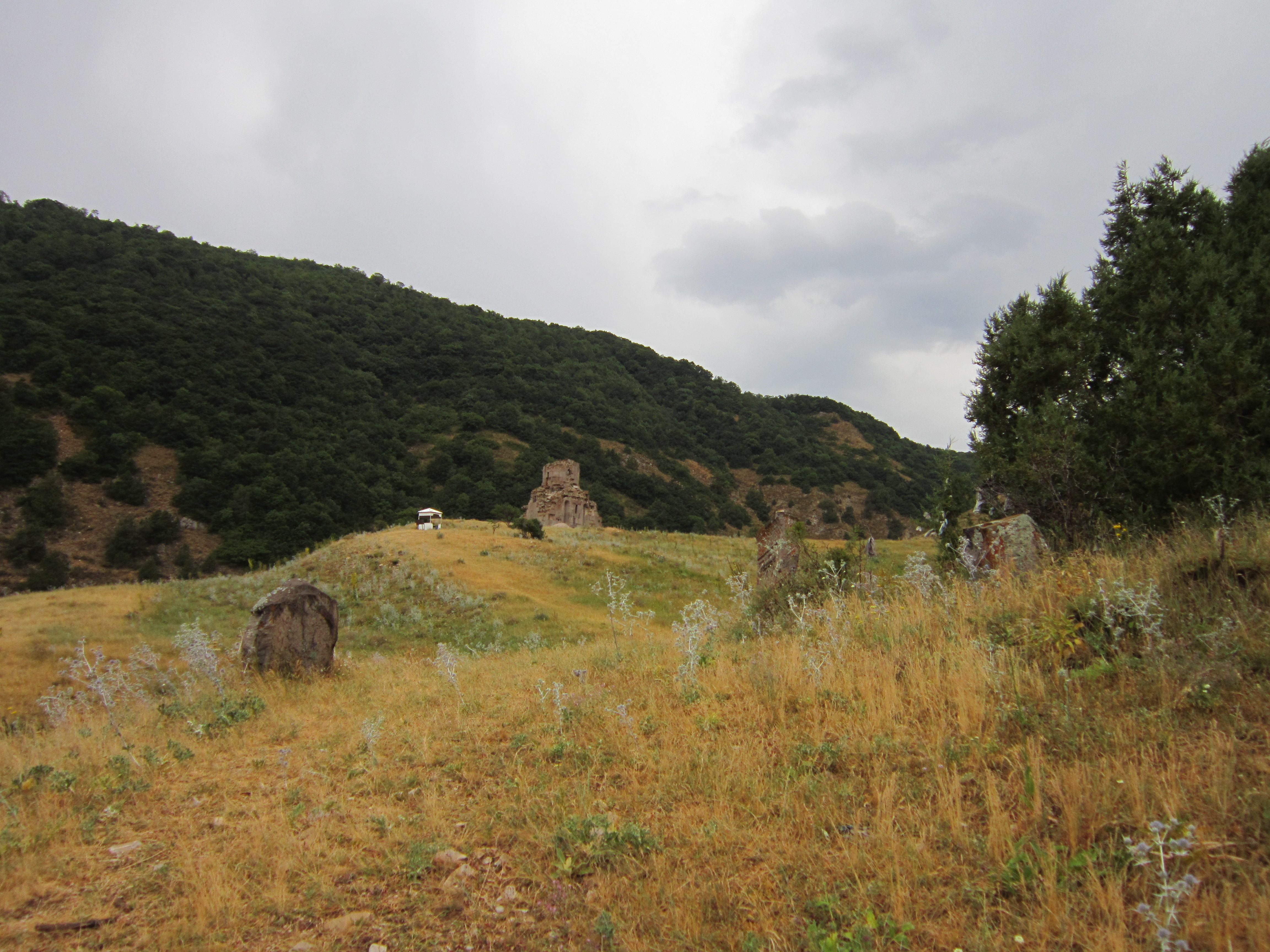
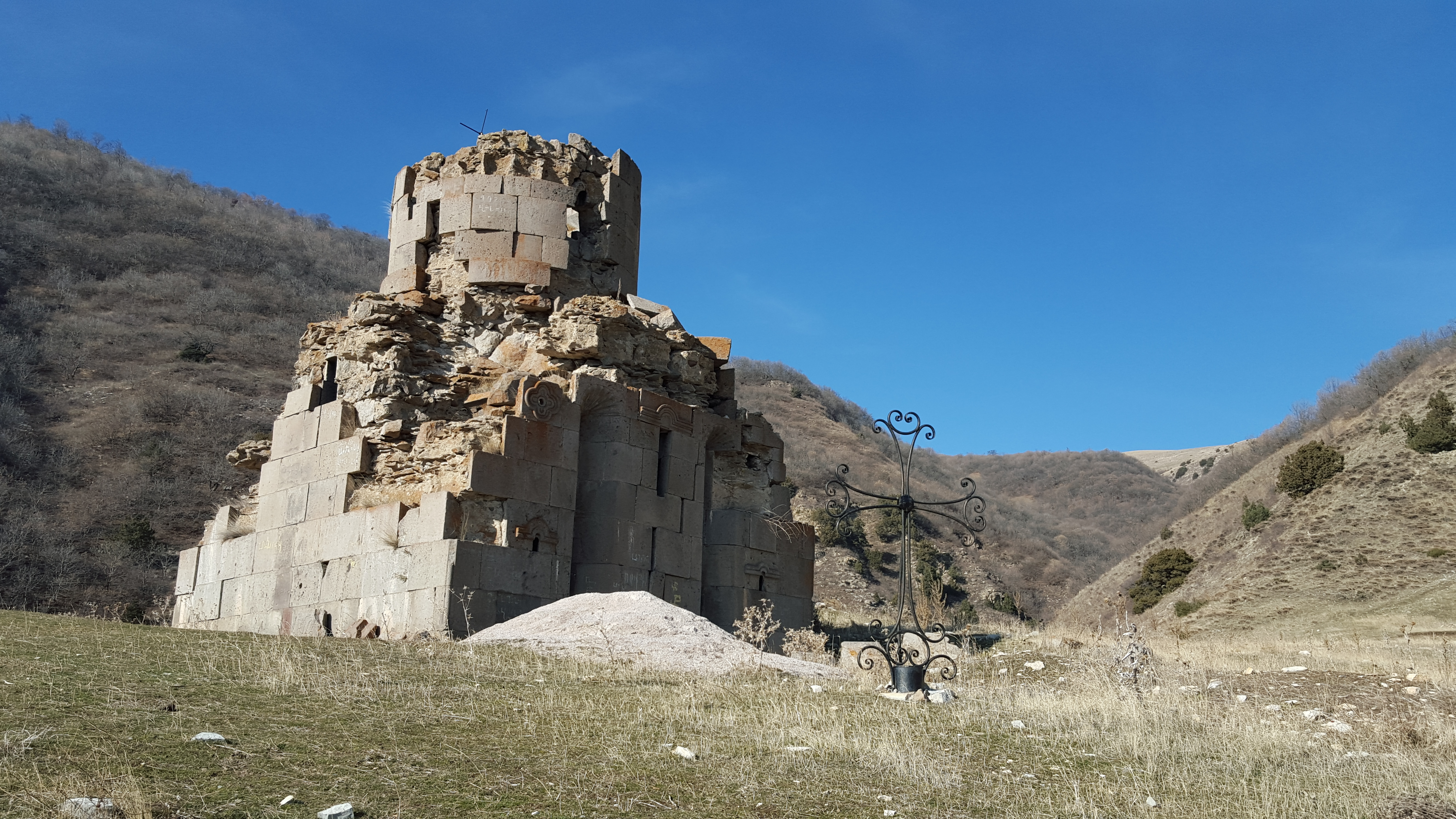